# CAM-fotosyntes

Natt- och dagreaktioner hos CAM-växter.

CAM-fotosyntes (crassulacean acid metabolism, crassulacémetabolism) är en form av fotosyntes som används av vissa växter (som inom familjen fetbladsväxter Crassulaceae där den upptäcktes). Landlevande CAM-växter är speciellt anpassade till ett hett och torrt klimat och många är ökenväxter, som exempelvis kaktusar och andra suckulenter., men CAM utnyttjas även av växter i miljöer med säsongsbunden (som i medelhavsklimat) eller växlande (som för tropiska epifyter) vattentillgång. Bland odlade CAM-växter märks ananas, agave och orkideer. (CAM förekommer även hos vissa vattenväxter - se nedan.)
Dessa växter behöver inte öppna klyvöppningarna alls under dagen då det är varmt i den stekande solen och avdunstningen genom dessa, om de vore öppna, därför skulle varit stor. För att spara på det dyrbara vattnet öppnar växterna istället klyvöppningarna och samlar in koldioxiden på natten och binder den i form av oxalättiksyra (oxalacetat) med hjälp av enzymet fosfoenolpyruvatkarboxylas (PEPC): 
CO2 + H2O → HCO3- + H+
fosfoenolpyrodruvsyra + HCO3- + H+ → oxalättiksyra + Pi
Oxalättiksyran omvandlas därefter till en C4-syra, vanligtvis äppelsyra (malat), vilken lagras i cellens vakuol:
oxalättiksyra + NADH + H+ → äppelsyra + NAD+
När det blir ljust återbildas fosfoenolpyrodruvsyran (PEP) från äppelsyran via oxalättiksyra:
äppelsyra + NAD+ → oxalättiksyra + NADH + H+
oxalättiksyra + ATP → fosfoenolpyrodruvsyra + ADP + CO2
eller via pyrodruvsyra (pyruvat):
äppelsyra + NAD+ → pyrodruvsyra + NADH + H+ + CO2
pyrodruvsyra + ATP + Pi → fosfoenolpyrodruvsyra + AMP + PPi
så att koldioxiden frigörs och fotosyntesen fortsätter därefter, som normalt, med koldioxidssimilation katalyserad av Rubisco i Calvin-cykeln (det är endast under dagen som syret kan avges, eftersom denna process kräver ljus).
När det är svalt (så att klyvöppningarna kan hållas öppna) men ändå ljust (så att fotosyntesens ljusreaktion kan ske), som under morgon och kväll' eller under andra gynnsamma förhållanden (exempelvis god vattentillgång under den svala årstiden som i ett medelhavsklimat), kan både PEPC- och Rubisco-katalyserad koldioxidassimilation ske parallellt och CAM-växterna kan då sägas fungera "delvis" som C3-växter. Graden i vilket detta sker varierar mellan olika växter och denna typ av C3/CAM-plasticitet finns framförallt hos växter inom familjerna isörtsväxter (Aizoaceae), fetbladsväxter (Crassulaceae), portlakväxter (Portulacaceae) och vinväxter (Vitaceae).

## Vattenlevande CAM-växter

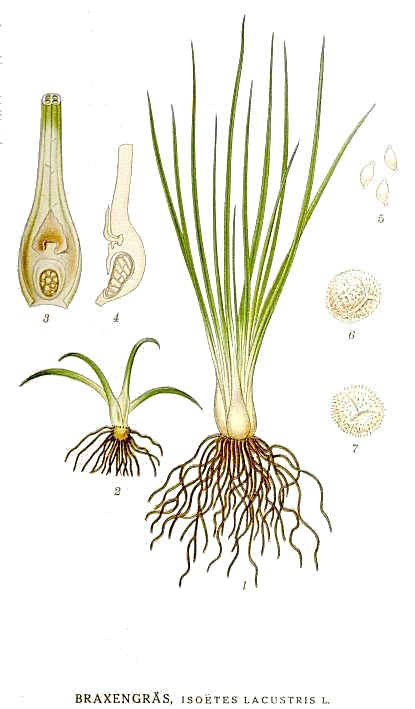
Styvt braxengräs, Isoetes lacustris.

Utöver att vara en anpassning för att klara vattenstress hos landväxter i torra områden förekommer CAM även hos vattenväxter och har konstaterats hos braxengräs (Isoetes), pilbladssläktet (Sagittaria), fyrling Crassula aquatica, vattenskruvssläktet (Vallisneria) och strandpryl (Littorella uniflora). Skälet till CAM hos dessa växter anses såklart inte vara vattenbrist, utan i stället att tillgängligheten av koldioxid i vatten är större nattetid (på grund av att det konsumeras genom fotosyntes dagtid och tillförs vattnet från luften och från respiration, vilket gör koncentrationen högre på natten). Hos både land- och vattenlevande växter har dock CAM samma effekt - den ger växten förbättrad tillgång till koldioxid under dagen.

## Evolution
Att CAM förekommer hos braxengrässläktet, vilket fanns redan under trias, gör att CAM möjligen uppstod redan för 200 miljoner år sedan.